# Jaroslav Doubek
Jaroslav Doubek (17. června 1931 Praha – 22. července 2017 Jindřichův Hradec) byl československý rychlobruslař a cyklista.
Rychlobruslařských závodů se účastnil již v roce 1943, o čtyři roky později vyhrál juniorské československé mistrovství. Jako cyklista, především dráhový, působil v pražském klubu ÚDA. Rychlobruslení se začal více věnovat v první polovině 50. let. Roku 1953 zvítězil na Světových univerzitních hrách a v roce 1955 debutoval na Mistrovství Evropy (24. místo) i světa (23. místo). Zúčastnil se Zimních olympijských her 1956 (500 m – 30. místo, 1500 m – 39. místo). Na československých šampionátech získal jedno druhé a jedno třetí místo. Sportovní kariéru ukončil v roce 1961, nicméně v letech 1964 a 1968 se ještě zúčastnil několika závodů.
Zemřel 22. července 2017 ve věku 86 let.